# Saison NBA 1962-1963
Navigation
Saison 1961-1962 Saison 1963-1964
La saison NBA 1962-1963 est la 14e saison de la NBA (la 17e en comptant les trois saisons de BAA). Elle se termine sur la victoire des Celtics de Boston face aux Los Angeles Lakers 4 victoires à 2 lors des Finales NBA. C'est le 5e titre consécutif des Celtics.

## Faits notables
- Le All-Star Game 1963 s'est déroulé à la Los Angeles Memorial Sports Arena, à Los Angeles, où les All-Star de l'Est ont battu les All-Star de l'Ouest 115-108. Bill Russell (Celtics de Boston) a été élu MVP.
- Les Chicago Packers sont renommés les Chicago Zephyrs.
- Les Warriors déménagent de Philadelphie à San Francisco.
- Les Cincinnati Royals passent de la Division Ouest à la Division Est, afin de rééquilibrer les deux Divisions, à la suite du déménagement des Warriors à San Francisco.
- Le trophée de Coach of the Year est attribué pour la première fois lors de cette saison.
- La All-NBA Rookie Team est désignée pour la première fois lors de cette saison.
- Wilt Chamberlain devient le premier joueur à être quatre années de suite meilleur rebondeur NBA, il devient également cette saison-là le joueur qui compte le plus de titres de cette catégorie.
- 3e et dernière saison consécutives à plus de 3000 points (3586 points) pour Wilt Chamberlain.
- Bill Russell devient le premier joueur à réaliser un triplé pour le trophée de Most Valuable Player.

## Classement final
| Champion de division | Qualifié pour les playoffs | Éliminé des playoffs |

| Division Est          | V  | D  | PCT  | GB |
| --------------------- | -- | -- | ---- | -- |
| Celtics de Boston C   | 58 | 22 | 72.5 | -  |
| Nationals de Syracuse | 48 | 32 | 60.0 | 10 |
| Royals de Cincinnati  | 42 | 38 | 52.5 | 16 |
| Knicks de New York    | 21 | 59 | 26.3 | 37 |

| Division Ouest            | V  | D  | PCT  | GB |
| ------------------------- | -- | -- | ---- | -- |
| Lakers de Los Angeles     | 53 | 27 | 66.3 | -  |
| Hawks de Saint-Louis      | 48 | 32 | 60.0 | 5  |
| Pistons de Détroit        | 34 | 46 | 42.5 | 19 |
| Warriors de San Francisco | 31 | 49 | 38.8 | 22 |
| Zephyrs de Chicago        | 25 | 55 | 31.3 | 28 |

C - Champions NBA

## Play-offs
|  | Demi-finales de Division | Demi-finales de Division | Demi-finales de Division |                       |   | Finales de Division | Finales de Division | Finales de Division |  |  | Finales NBA | Finales NBA       | Finales NBA |
|  |                          |                          |                          |                       |   |                     |                     |                     |  |  |             |                   |             |
|  |                          |                          |                          |                       |   |                     |                     |                     |  |  |             |                   |             |
|  |                          | 1                        | Celtics de Boston        | 4                     |   |                     |                     |                     |  |  |             |                   |             |
|  | Division Est             | 1                        | Celtics de Boston        | 4                     |   |                     |                     |                     |  |  |             |                   |             |
|  |                          |                          | 3                        | Nationals de Syracuse | 3 |                     |                     |                     |  |  |             |                   |             |
|  | 3                        | Royals de Cincinnati     | 3                        | Nationals de Syracuse | 3 | 2                   |                     |                     |  |  |             |                   |             |
|  | 3                        | Royals de Cincinnati     |                          |                       |   | 2                   |                     |                     |  |  |             |                   |             |
|  | 2                        | Nationals de Syracuse    | 3                        |                       |   |                     |                     |                     |  |  |             |                   |             |
|  |                          |                          |                          |                       |   |                     |                     |                     |  |  | E1          | Celtics de Boston | 4           |
|  |                          |                          | O1                       | Lakers de Los Angeles | 2 |                     |                     |                     |  |  |             |                   |             |
|  |                          |                          |                          |                       |   |                     |                     |                     |  |  |             |                   |             |
|  |                          |                          |                          |                       |   |                     |                     |                     |  |  |             |                   |             |
|  |                          | 1                        | Lakers de Los Angeles    | 4                     |   |                     |                     |                     |  |  |             |                   |             |
|  | Division Ouest           | 1                        | Lakers de Los Angeles    | 4                     |   |                     |                     |                     |  |  |             |                   |             |
|  |                          |                          | 2                        | Hawks de Saint-Louis  | 3 |                     |                     |                     |  |  |             |                   |             |
|  | 3                        | Pistons de Détroit       | 2                        | Hawks de Saint-Louis  | 3 | 1                   |                     |                     |  |  |             |                   |             |
|  | 3                        | Pistons de Détroit       |                          |                       |   | 1                   |                     |                     |  |  |             |                   |             |
|  | 2                        | Hawks de Saint-Louis     | 3                        |                       |   |                     |                     |                     |  |  |             |                   |             |

## Leaders de la saison régulière
| Catégorie                  | Joueur           | Équipe                 | Statistique |
| -------------------------- | ---------------- | ---------------------- | ----------- |
| Points par match           | Wilt Chamberlain | San Francisco Warriors | 44.8        |
| Rebonds par match          | Wilt Chamberlain | San Francisco Warriors | 24.3        |
| Passes décisives par match | Guy Rodgers      | San Francisco Warriors | 10.4        |
| % à 2 points               | Wilt Chamberlain | San Francisco Warriors | 52.8        |
| % aux lancers francs       | Larry Costello   | Syracuse Nationals     | 88.1        |

## Récompenses individuelles
- NBA Most Valuable Player : Bill Russell, Celtics de Boston
- NBA Rookie of the Year : Terry Dischinger, Chicago Zephyrs
- NBA Coach of the Year : Harry Gallatin, Saint-Louis Hawks

- All-NBA First Team :
  - Bob Pettit, St. Louis Hawks
  - Elgin Baylor, Los Angeles Lakers
  - Oscar Robertson, Cincinnati Royals
  - Jerry West, Los Angeles Lakers
  - Bill Russell, Celtics de Boston

- All-NBA Second Team :
  - Tom Heinsohn, Celtics de Boston
  - Bailey Howell, Detroit Pistons
  - Wilt Chamberlain, San Francisco Warriors
  - Bob Cousy, Celtics de Boston
  - Hal Greer, Syracuse Nationals

- NBA All-Rookie Team :
  - Terry Dischinger, Chicago Zephyrs
  - Chet Walker, Syracuse Nationals
  - Zelmo Beaty, Saint-Louis Hawks
  - John Havlicek, Celtics de Boston
  - Dave DeBusschere, Detroit Pistons